# Morningside (Édimbourg)
Pour les articles homonymes, voir Morningside.
Morningside est un quartier du sud-ouest de la ville d'Édimbourg, capitale de l'Écosse.

## Localisation du quartier
Morningside est un quartier calme et aisé,  bordé au sud par Bruntsfield et Burghmuirhead (y compris Holy Corner et Church Hill), au sud-ouest par Marchmont et Greenhill, et au sud-est par Merchiston (en). Morningside est au nord de Comiston et Braid Hills.
Morningside est populaire auprès des étudiants, étant proche de l'Université Napier et de ses bâtiments, y compris l'ancienne église paroissiale de Morningside à Newbatlle Terrasse, ainsi que du campus de Craighouse.

## Bâtiments notables
L'horloge Morningside, à l'origine située au milieu de la chaussée, était autrefois l'horloge de la station Morningside du chemin de fer de banlieue. 

Le pub Canny Man's, richement décoré, à l'angle de Cannan Lane (autrefois The Volunteer's Arms), et le Bore Stane, un ancien monument proche de l'église, constituent les autres centres d'intérêt du quartier. L'église paroissiale comporte en outre la plus longue nef d'une église de ce type au Royaume-Uni.

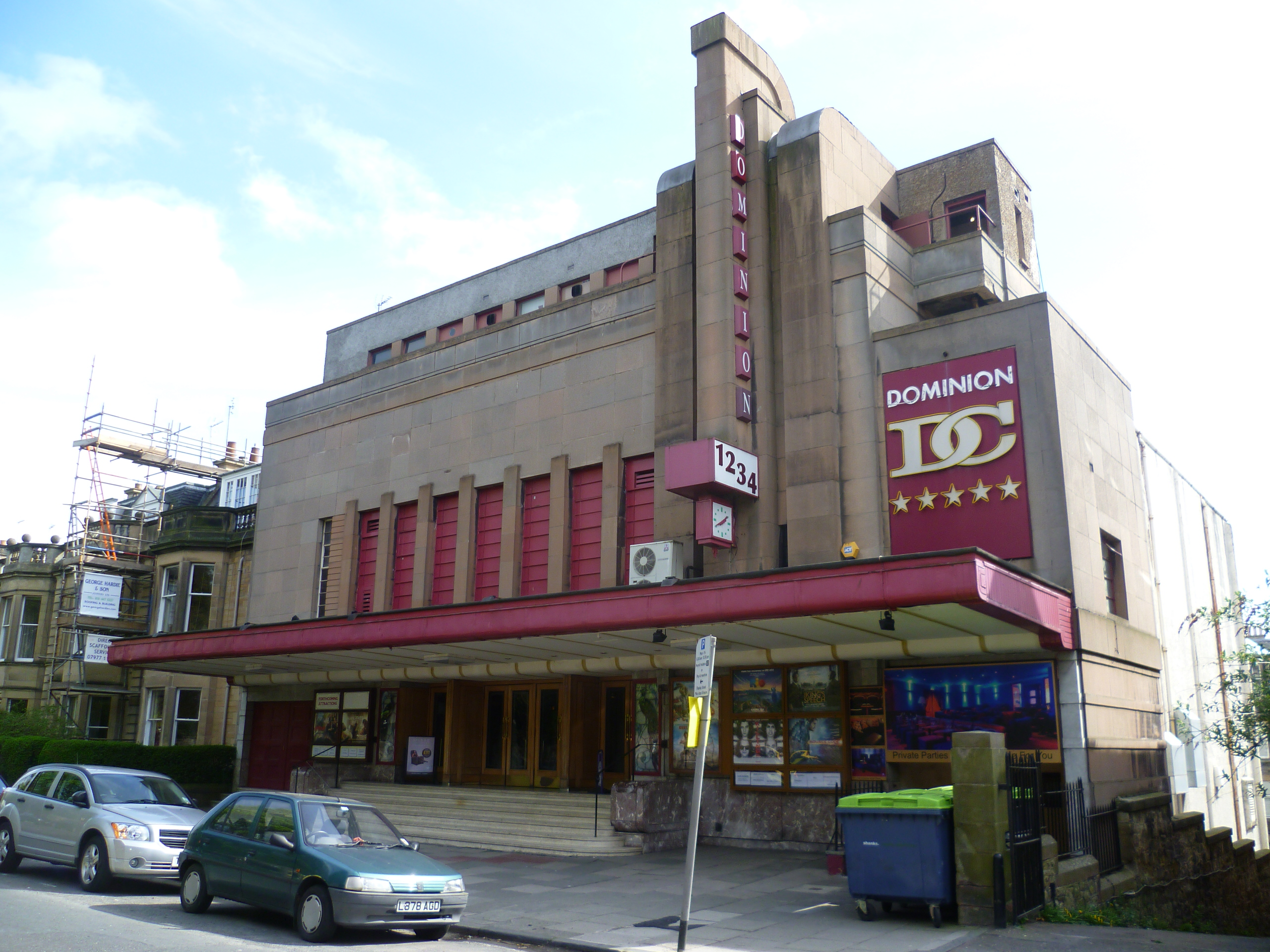
Dominion Cinema
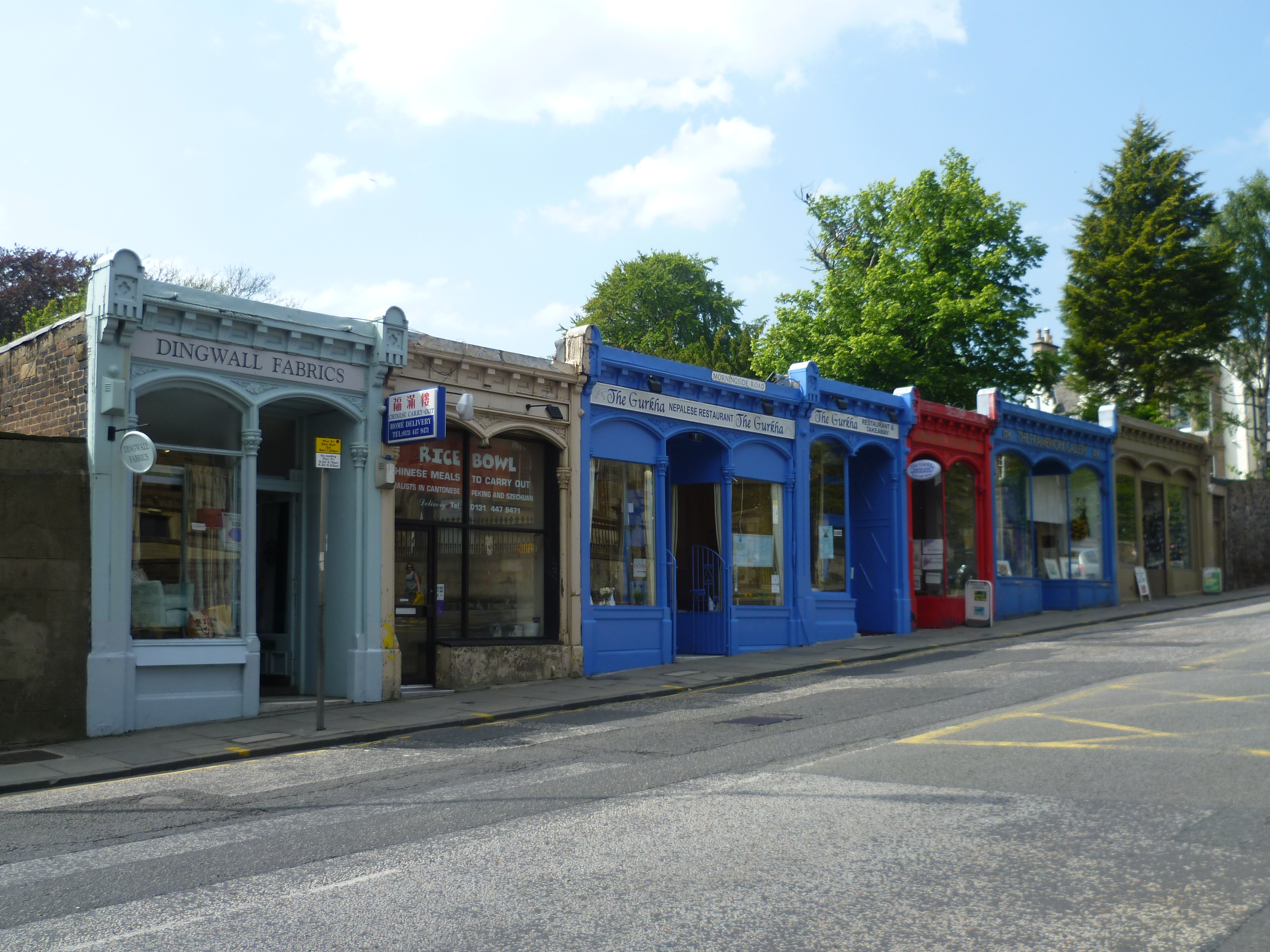
Boutiques, sur Morningside Road
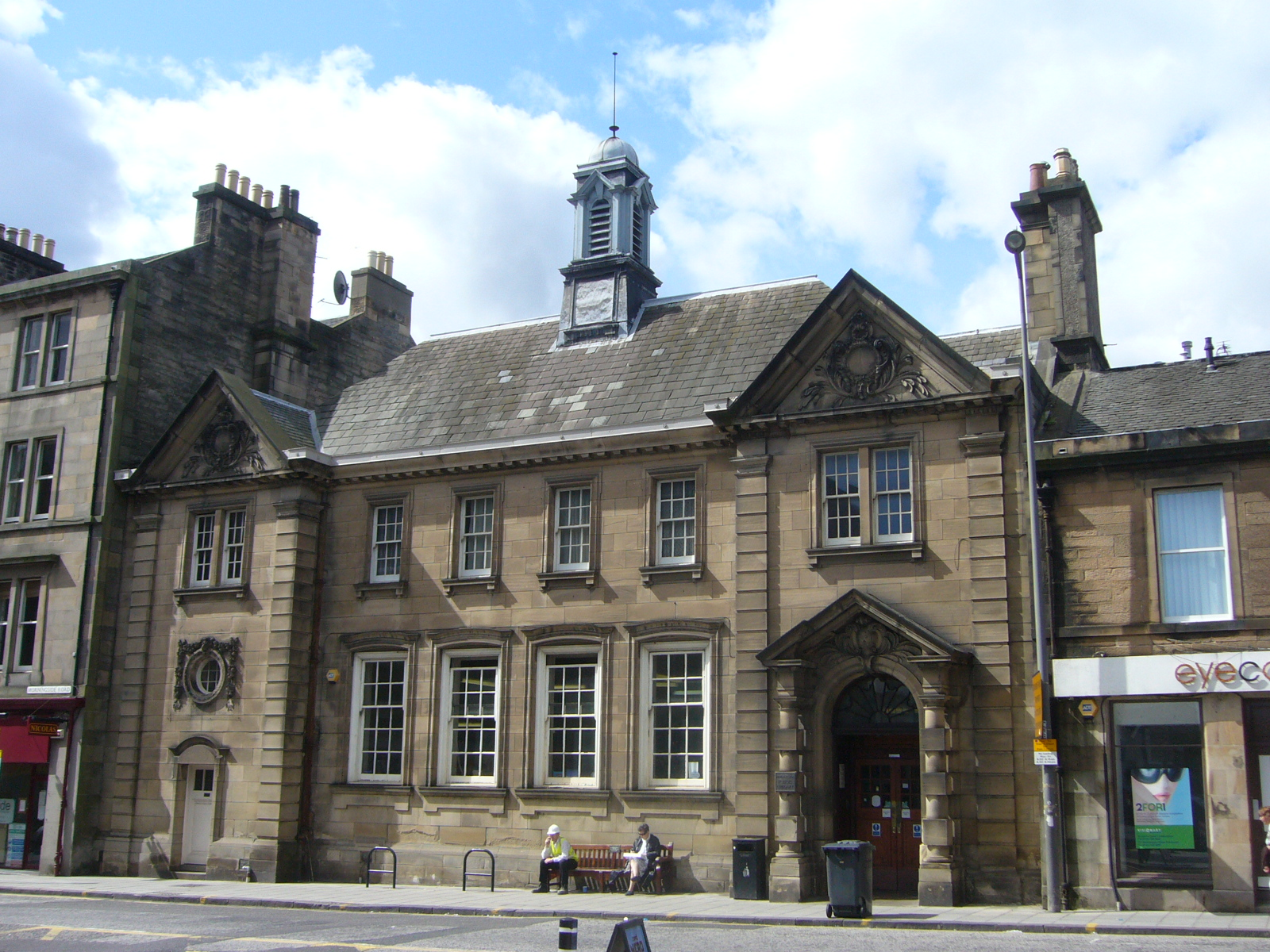
Morningside Library
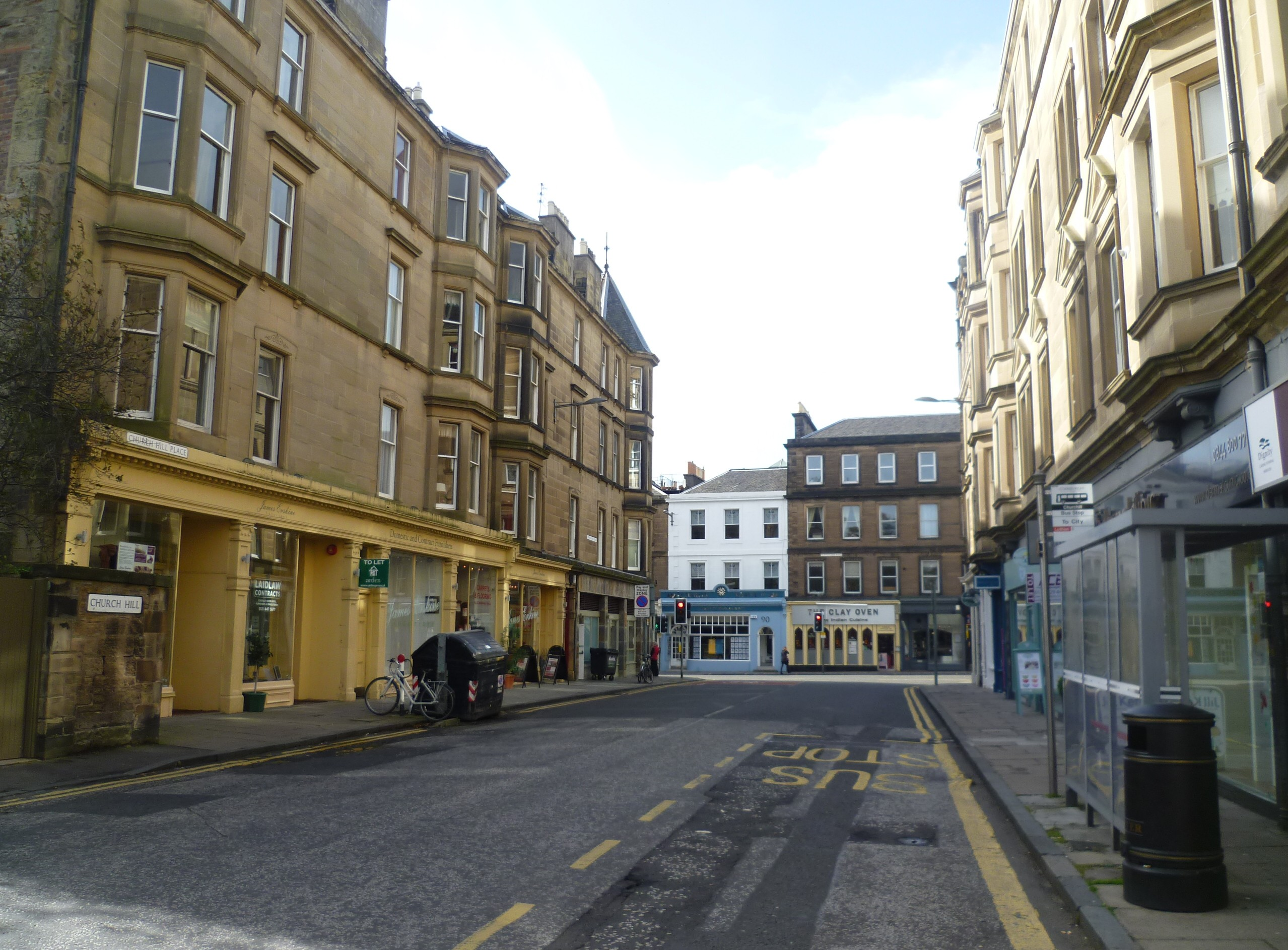
Church Hill
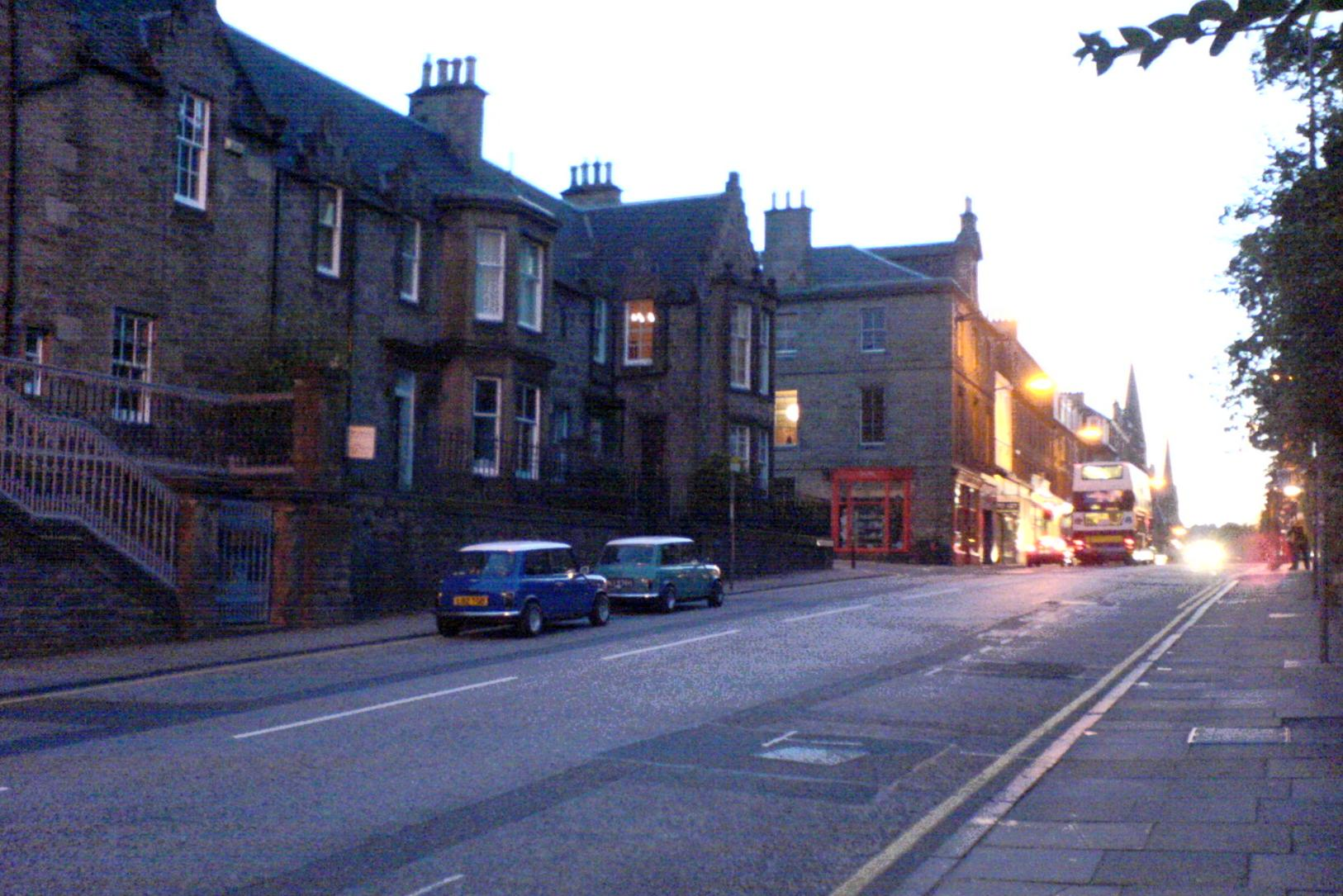
Morningside Road
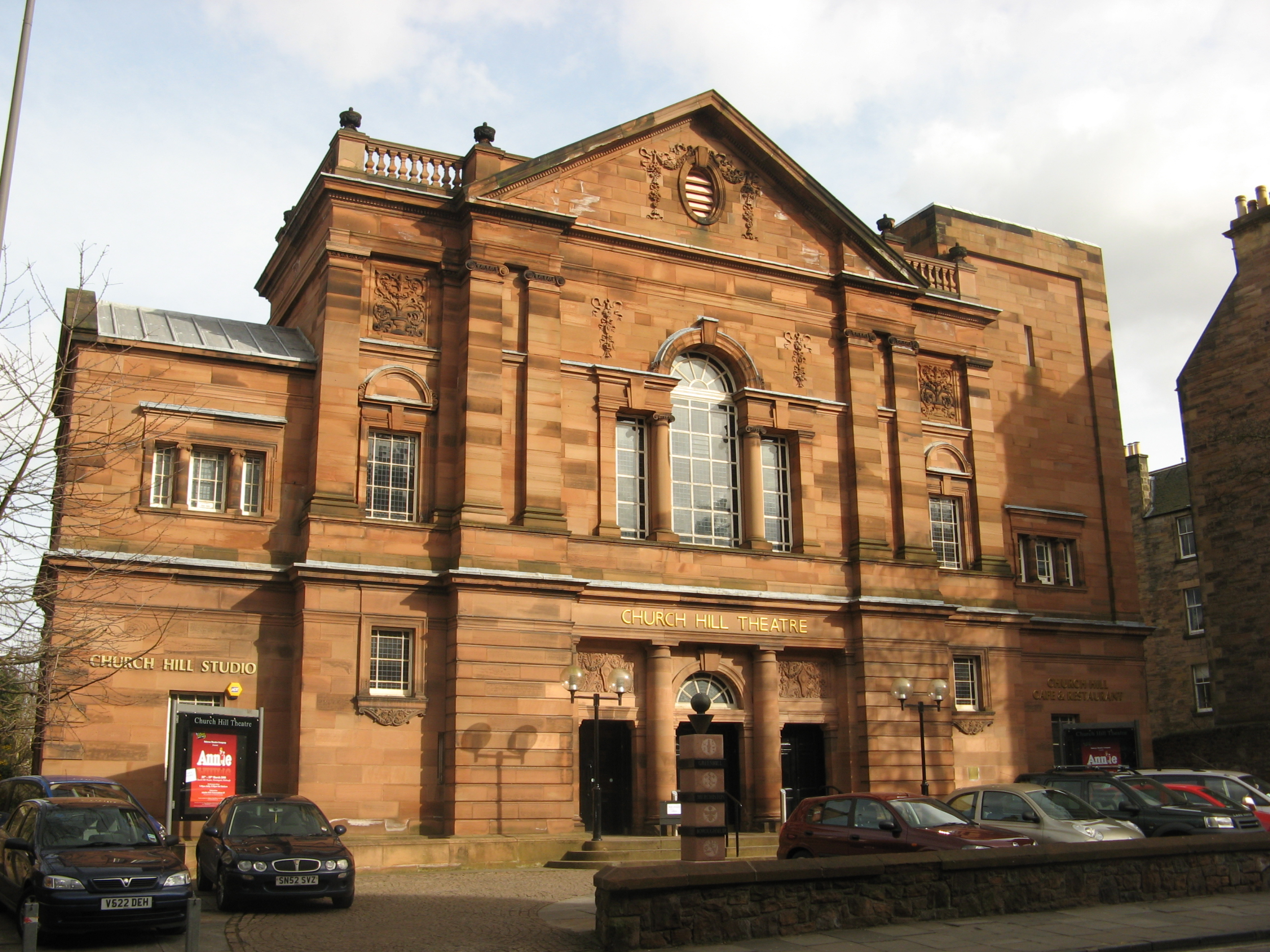
Church Hill Theatre, une ancienne église méthodiste
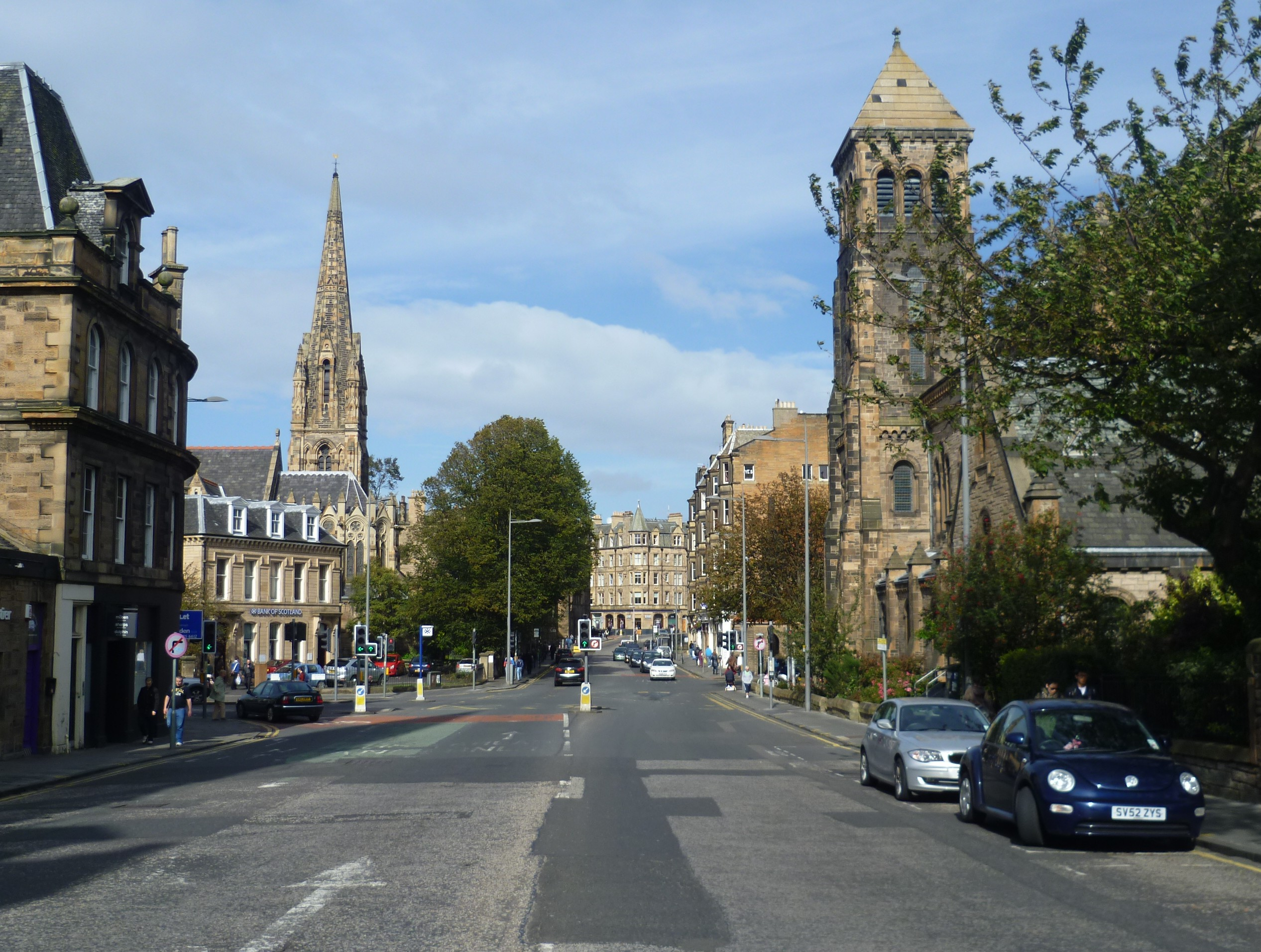
Holy Corner

## Personnalités habitant Morningside

### Dans la réalité
On dit souvent que J. K. Rowling, l'auteur de la série de livres pour la jeunesse Harry Potter, habite Morningside, bien que sa maison se trouve en réalité dans la zone de Merchiston.
Le leader travailliste John Smith a lui aussi vécu à Morningside ; à sa mort en 1994, il a été enterré dans l'église paroissiale.

### Personnages de fiction
Dans l'univers de la fiction, Morningside est le domicile de  Miss Jean Brodie, l'héroïne de Muriel Spark, et il s'agit également du territoire de Maisie de Morningside, un chaton imaginé par Aileen Paterson.

## Aménagements urbains
Morningside comporte des écoles publiques (Morningside South Primary School) et privées (St. Peter's, un établissement d'enseignement catholique).
Le commerce de proximité est bien développé, avec de nombreux petits commerces, jouxtant des plus magasins ainsi que nombre de pubs et de restaurants.
Les églises reflètent la diversité des confessions en Écosse. L'Église d'Écosse, l'Église réformée, ainsi que l'Église baptiste et une église indépendante, sont ainsi représentées. 

## Architecture

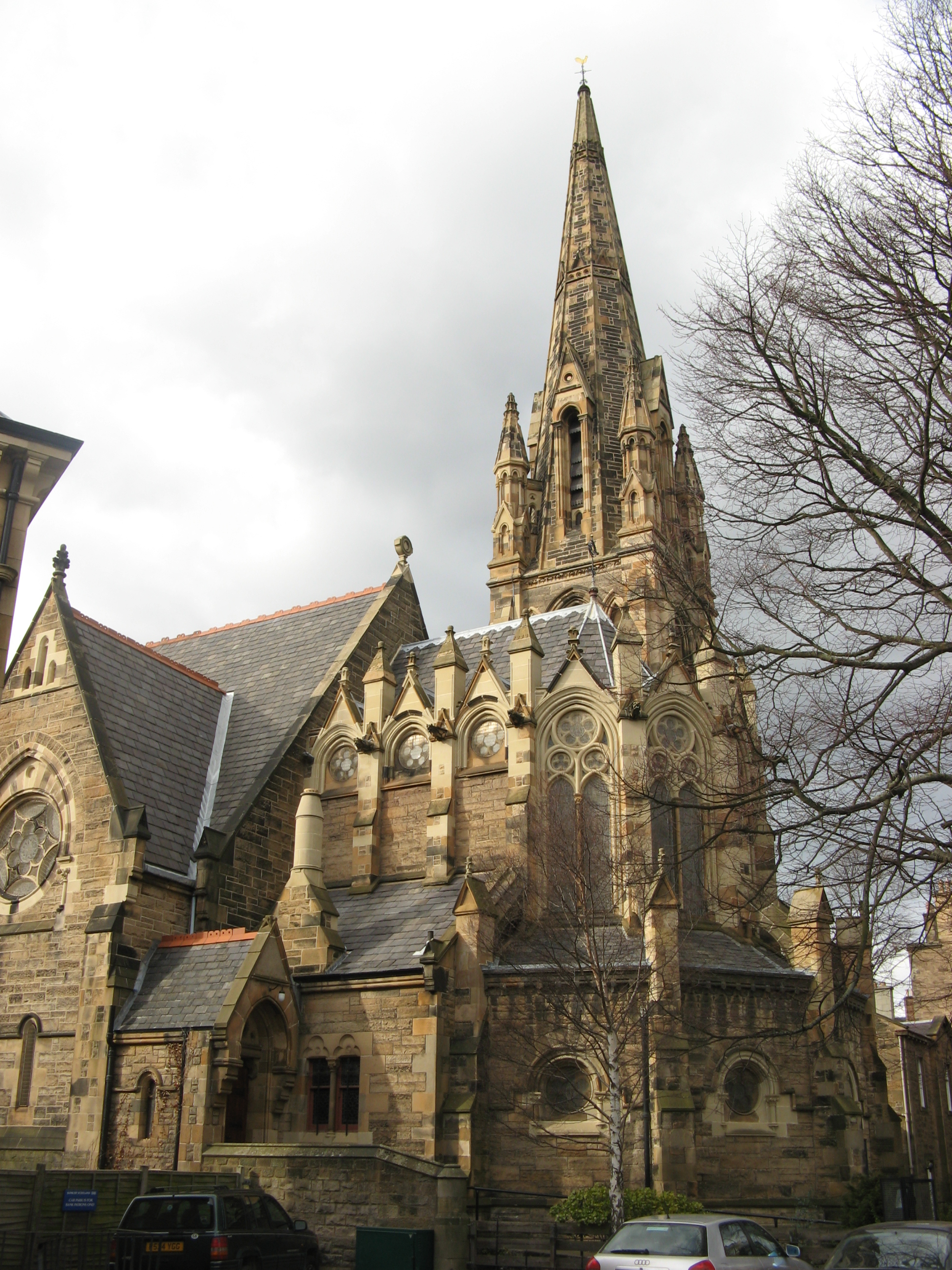
Christ Church

Le quartier est principalement composé d'immeubles de style et de villas victoriennes, ainsi que quelques bâtiments plus anciens. Seule une partie du quartier, entre l'avenue Falcon et Falcon Road West, comprend des immeubles d'habitation modernes.
Les noms des rues sont, pour la plupart, d'inspiration égyptienne. On trouve ainsi côte à côte Nile Grove et Canaan Lane ; Jordan Lane tire son nom d'un ruisseau appelé Jordan Burn. Le choix de ces noms exotiques reste un mystère ; de nombreuses hypothèses circulent. Ainsi, la présence d'un grand nombre de tziganes (appelés autrefois Egyptians), mais aussi l'installation ancienne de notables juifs, ou tout simplement la présence d'Egypt Farm à proximité sont évoqués.
Les rues de Falcon Avenue et Falcon Road tirent, elles, leur nom de Falcon Hall, un manoir, aujourd'hui démoli, construit à leur emplacement.